# The Qemists
I The Qemists sono un gruppo musicale britannico formatosi nel 2004 a Brighton.

## Formazione
Attuale
- Olly Simmons – voce (2015-presente)
- Bruno Balanta – rapping (2010-presente)
- Liam Black – chitarra, tastiera, sintetizzatore (2004-presente)
- Dan Arnold – basso, tastiera, sintetizzatore (2004-presente)
- Leon Harris – batteria (2004-presente)

Ex componenti
- Matt Rose – voce (2010-2013)

## Discografia

### Album in studio
- 2009 – Join the Q
- 2010 – Spirit in the System
- 2016 – Warrior Sound

### Raccolte
- 2011 – Soundsystem

### Singoli
- 2004 – React
- 2004 – Summer Son
- 2006 – Iron Shirt/Let There Be Light
- 2007 – Drop Audio (feat. I.D.)
- 2007 – Stompbox
- 2008 – Dem Na Like Me (feat. Wiley)
- 2008 – On the Run (feat. Jenna G)
- 2008 – Lost Weekend (feat. Mike Patton)
- 2009 – S.W.A.G. (feat. Devlin Love)
- 2010 – Your Revolution (feat. Matt Rose)
- 2010 – Hurt Less (feat. Jenna G)
- 2010 – Renegade (feat. Maxsta & MC I.D.)
- 2011 – Take It Back (feat. Enter Shikari)
- 2013 – No More
- 2015 – Run You
- 2016 – Anger (feat. Kenta Koie of Crossfaith)